# DS3型电力机车
DS3型电力机车（烏克蘭語：ДС3）是乌克兰铁路的新型干线电力机车车型之一，由乌克兰第聂伯彼得罗夫斯克电力机车制造厂（ДЭВЗ）与德国西门子公司联合设计制造，其中第聂伯彼得罗夫斯克电力机车制造厂负责总体设计和机械部分，西门子公司负责提供交流传动系统包括牵引变流器，辅助变流器以及控制设备。机车采用三相交流传动、水冷IGBT牵引逆变器。目前所有DS3型电力机车均配属基辅机务段，担当西南铁路的旅客快车牵引任务。

## 参看
- DE1型电力机车
- EuroSprinter